# Рамечхап (район)
Рамечхап (непальск. रामेछाप जिल्ला) — один из 75 районов Непала. Входит в состав зоны Джанакпур, которая, в свою очередь, входит в состав Центрального региона страны. Административный центр — город Мантхали.
Граничит с районом Долакха (на севере и северо-западе), районом Синдхули (на юге), районами Солукхумбу и Окхалдхунга зоны Сагарматха (на востоке) и районом Каврепаланчок зоны Багмати (на западе). Площадь района составляет 1546 км².
Население по данным переписи 2011 года составляет 202 646 человек, из них 93 386 мужчин и 109 260 женщин. По данным переписи 2001 года население насчитывало 212 408 человек. 71,93 % населения исповедуют индуизм; 24,67 % — буддизм; 1,57 % — христианство.